# National Library of Wales

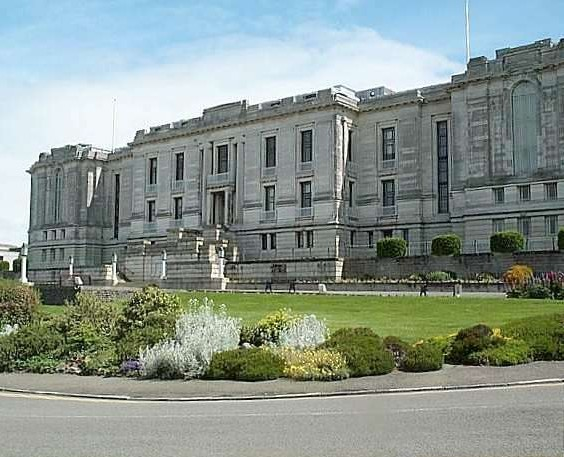
Nationalbibliothek von Wales

Die National Library of Wales (walisisch: Llyfrgell Genedlaethol Cymru /ˈɬəvrgeɬ geneˈdlaɪθol kəmˈrɪ/; Nationalbibliothek von Wales) ist eine Bibliothek in Aberystwyth, Wales. Sie hat Anrecht auf ein Pflichtexemplar jedes in Großbritannien oder  der Republik Irland erschienenen Buches und beherbergt über 4 Millionen gedruckte Bände, darunter viele seltene Bücher wie das erste im Jahr 1546 in walisisch gedruckte Buch und die erste vollständige  walisische Übersetzung der Bibel aus dem Jahr 1588. 
Auch viele seltene und wichtige Manuskripte wie zum Beispiel The Black Book of Carmarthen (das älteste vollständig in Walisisch überlieferte Manuskript), The Book of Taliesin und ein Manuskript aus den Arbeiten von Geoffrey Chaucer sind zu finden.
Weiter sind The Welsh Political Archive, The National Screen and Sound Archive of Wales, Karten, Fotografien, Gemälde, topographische und Landschaftsdrucke sowie Zeitschriften und Zeitungen in der Bibliothek.
Viele der wichtigsten Werke wurden digitalisiert und sind frei zur Ansicht auf der Website der Bibliothek verfügbar.